# 宿河原
宿河原（しゅくがわら）は、神奈川県川崎市多摩区の町名。現行行政地名は宿河原1丁目から宿河原7丁目。住居表示実施済区域。面積は全域の合計で2.00km²である。

## 地理
神奈川県川崎市多摩区の東部にあり、域内を二ヶ領用水に合流する宿河原用水やJR南武線が貫通している。一帯は多摩川の沖積地であり、基本的に住宅街だが、梨畑などの農地も点在している。府中街道沿いには畑が残るが、南武沿線道路や多摩沿線道路沿いは住宅地が多い。川口市、三鷹市などと同じ都心から約20kmに位置する。宿河原は北端で多摩川を挟んで東京都世田谷区喜多見と狛江市東和泉・猪方・駒井町と、東端で堰と、南東端で高津区上作延・下作延・久地と、南端では長尾と、西端では東生田・登戸と接する（特記のない町域は神奈川県川崎市多摩区）。

### 気候
東京都心同様、夏蒸し暑く、熱帯夜が多い。また冬は氷点下になることもある。

### 地価
住宅地の地価は、2025年（令和7年）1月1日の公示地価によれば、宿河原1丁目17-30の地点で32万6000円/m²、宿河原2丁目20-24の地点で41万2000円/m²、宿河原3丁目17-13の地点で36万4000円/m²、宿河原6丁目39-3の地点で32万8000円/m²、宿河原7丁目3-30の地点で31万9000円/m²となっている。

## 歴史
曽我物語や徒然草にも「宿河原」という表記があり、当地であろうと考えられている。戦国期の小田原衆所領役帳には、「駒井宿河原」という形で当地が登場しており、現在は多摩川の対岸となっている駒井村と当地が一体であったことがうかがえる。その後、文化年間（1804年 - 1818年）までには洪水により多摩川の流路が北へ移った。多摩川の流路の北側にあったことは、18世紀中ごろの絵図にも描かれている。
江戸時代の当地は橘樹郡宿河原村となった。幕府初期には天領であったが、のちに村の半分が増上寺に寄進されている。村高は慶安期の「武蔵田園簿」で276石あまり（ほかに見取場の田畑があり）、「元禄郷帳」で502石あまり、「天保郷帳」や幕末の「旧高旧領取調帳」では546石あまりであった。対岸とのつながりとしては、当村が駒井村の枝村であったとする見方もあるほか、甲州街道にある布田五宿の助郷も務めていた。対岸との間に「登戸の渡し」があったが、それがどこだったかは不明である。
多摩川に接していることもあり、水利はよかったが、洪水にも度々襲われる土地であった。農地としては水田が多かったが、文化年間以降はナシの栽培が盛んとなったほか、幕末には養蚕も行われ、当地の六代目関山五郎右衛門が養蚕の技術を「養蚕実験録」に書き残している。農間には多摩川の鮎釣りも行われた。
明治に入ると地租改正が行われたが、その際に一耕地・二耕地…十耕地・十一耕地甲・十一耕地乙という小字が、もとの地名とは無関係に付けられた。町村制の施行に伴い、宿河原村などが合併して稲田村が成立し、宿河原はその大字となった。明治末期には多摩川が大氾濫を起こし、流路が変化した結果対岸に飛地を持つこととなったが、これは1912年（明治45年）に狛江村へ編入された。大正年代には当地で新明国上教が起こり、信者が荒地を開拓して宿坊を設置していった。昭和に入ると南武鉄道（現在の南武線）が開通したが、同鉄道はもともと多摩川の砂利採取を目的としたものであり、宿河原駅からもそのための支線が河原へと延びていた。
稲田町（1932年に町制を施行）は1938年（昭和13年）に川崎市へ編入されたが、それと前後して日本が戦時体制となっていったため、当地にも変化が訪れた。1935年（昭和10年）には宿河原駅前に帝国化学工業の工場が設置されたほか、1944年（昭和19年）には当地の果樹園を水田に転用するよう命令があり、また南武鉄道も戦時買収されて国鉄線となった。
戦後には果樹栽培も復興していったが、桃は樹齢や連作の問題がありのちに衰退した。昭和30年代頃には宅地開発が進行していき、本来は農業のために行われた土地改良区による区画整理事業もこの傾向に拍車をかける結果となった。

### 地名の由来
「新編武蔵風土記稿」では、もともとあった小名の「宿」と多摩川の「河原」から名がついたものではないかとしている。「宿」について、当地に宿場が存在したことは確認できず、「徒然草」に書かれた「ぼろぼろ」を踊り念仏の集団と解釈して、そうしたものに対する呼称であった「夙」から転じたとする説、あるいは土地が「じゅくじゅく」しているという意味合いから来たとする説があるが、いずれにしても由来は定かではない。

### 沿革
- 1559年（永禄2年） - 「小田原衆所領役帳」に、「駒井宿河原」の形で記録が残る。
- 1590年（天正18年） - 多摩川で大洪水があり、当地の北側に流路が移る。
- 1629年（寛永6年）- 宿河原用水が開通する。
- 1649年（慶安2年） - 慶安江戸地震が起きる。対岸から当地に移住する人が増える[13]。
- 1868年（明治元年） - 神奈川県所属となる。
- 1874年（明治7年） - 大区小区制により、当地は第5大区第8小区となる。
- 1889年（明治22年） - 町村制施行により稲田村が成立。宿河原はその大字となる。
- 1910年（明治43年） - 多摩川で大洪水があり、流路が変化して一部が対岸となる（この部分は1912年に狛江村へ編入された）[13]。
- 1927年（昭和2年） - 南武鉄道が開通、宿河原駅が設置される。
- 1932年（昭和7年） - 稲田村が町制を施行し、当地は稲田町宿河原となる。
- 1934年（昭和9年） - 当地に宿河原不動駅が設置される[13]。
- 1935年（昭和10年） - 宿河原駅前に帝国化学工業の工場が設置される。
- 1939年（昭和14年） - 稲田町が川崎市に編入され、当地は川崎市宿河原となる。
- 1944年（昭和19年） - 南武鉄道が国有化され、同時に宿河原不動駅も廃止される[13]。
- 1947年（昭和22年） - 川崎市立稲田中学校が開校。
- 1949年（昭和24年） - 多摩川に宿河原堰堤が完成する[13]。
- 1956年（昭和31年） - 神奈川県立多摩高等学校が開校。
- 1972年（昭和47年） - 川崎市が政令指定都市に移行。当地は川崎市多摩区宿河原となる。
- 1974年（昭和49年） - 川崎市立宿河原小学校が開校。
- 1975年（昭和50年） - 隣接する長尾の住居表示施行に伴い、一部で境界を変更[18]。
- 1987年（昭和62年） - 住居表示が施行され、川崎市多摩区宿河原一丁目〜七丁目となる。
- 1990年（平成2年） - 宿河原駅前の工場（この時点では日本板硝子）が閉鎖される。

## 世帯数と人口
2025年（令和7年）6月30日現在（川崎市発表）の世帯数と人口は以下の通りである。
| 丁目        | 世帯数     | 人口     |
| ----------- | ---------- | -------- |
| 宿河原1丁目 | 2,276世帯  | 3,918人  |
| 宿河原2丁目 | 3,695世帯  | 6,450人  |
| 宿河原3丁目 | 1,776世帯  | 2,903人  |
| 宿河原4丁目 | 1,706世帯  | 3,256人  |
| 宿河原5丁目 | 1,325世帯  | 2,500人  |
| 宿河原6丁目 | 2,878世帯  | 5,261人  |
| 宿河原7丁目 | 1,130世帯  | 2,233人  |
| 計          | 14,786世帯 | 26,521人 |

### 人口の変遷
国勢調査による人口の推移。
| 年                 | 人口   |
| ------------------ | ------ |
| 1995年（平成7年）  | 20,693 |
| 2000年（平成12年） | 22,429 |
| 2005年（平成17年） | 24,638 |
| 2010年（平成22年） | 25,441 |
| 2015年（平成27年） | 25,748 |
| 2020年（令和2年）  | 26,426 |

### 世帯数の変遷
国勢調査による世帯数の推移。
| 年                 | 世帯数 |
| ------------------ | ------ |
| 1995年（平成7年）  | 9,637  |
| 2000年（平成12年） | 10,738 |
| 2005年（平成17年） | 12,051 |
| 2010年（平成22年） | 12,580 |
| 2015年（平成27年） | 13,050 |
| 2020年（令和2年）  | 13,735 |

## 学区
市立小・中学校に通う場合、学区は以下の通りとなる（2022年3月時点）。
| 丁目        | 番・番地等 | 小学校               | 中学校             |
| ----------- | ---------- | -------------------- | ------------------ |
| 宿河原1丁目 | 全域       | 川崎市立宿河原小学校 | 川崎市立稲田中学校 |
| 宿河原2丁目 | 全域       | 川崎市立宿河原小学校 | 川崎市立稲田中学校 |
| 宿河原3丁目 | 全域       | 川崎市立稲田小学校   | 川崎市立稲田中学校 |
| 宿河原4丁目 | 全域       | 川崎市立稲田小学校   | 川崎市立稲田中学校 |
| 宿河原5丁目 | 全域       | 川崎市立稲田小学校   | 川崎市立稲田中学校 |
| 宿河原6丁目 | 全域       | 川崎市立稲田小学校   | 川崎市立稲田中学校 |
| 宿河原7丁目 | 全域       | 川崎市立稲田小学校   | 川崎市立稲田中学校 |

## 事業所
2021年（令和3年）現在の経済センサス調査による事業所数と従業員数は以下の通りである。
| 丁目        | 事業所数  | 従業員数 |
| ----------- | --------- | -------- |
| 宿河原1丁目 | 67事業所  | 1,676人  |
| 宿河原2丁目 | 111事業所 | 866人    |
| 宿河原3丁目 | 128事業所 | 1,015人  |
| 宿河原4丁目 | 49事業所  | 280人    |
| 宿河原5丁目 | 42事業所  | 532人    |
| 宿河原6丁目 | 100事業所 | 1,152人  |
| 宿河原7丁目 | 24事業所  | 118人    |
| 計          | 521事業所 | 5,639人  |

### 事業者数の変遷
経済センサスによる事業所数の推移。
| 年                 | 事業者数 |
| ------------------ | -------- |
| 2016年（平成28年） | 478      |
| 2021年（令和3年）  | 521      |

### 従業員数の変遷
経済センサスによる従業員数の推移。
| 年                 | 従業員数 |
| ------------------ | -------- |
| 2016年（平成28年） | 4,674    |
| 2021年（令和3年）  | 5,639    |

## 交通

### 鉄道
JR南武線
当地に宿河原駅が所在するほか、国有化前には宿河原不動駅も存在した。なお、東部では久地駅が、西部では登戸駅が至近に所在する。

### 道路
- 東名高速道路 - 東京IC - 東名川崎IC間。
- 南武沿線道路
- 多摩沿線道路

### バス
川崎市交通局が、登戸駅と川崎市バス菅生営業所を結ぶバス（同営業所担当）や、当地（一部は菅生営業所）とカリタス学園を結ぶバス（菅生営業所担当）が、当地を経由して運行されている。料金は都区内地区同様に川崎市も均一区間となる。現金、ICとともに210円である。　

## 施設

川崎市立多摩病院

- 川崎市立多摩病院
- 川崎市緑化センター
- 川崎市消防局多摩消防署宿河原出張所
- 神奈川県警察多摩警察署宿河原交番
- 川崎宿河原郵便局
- 川崎信用金庫宿河原支店
- JAセレサ川崎宿河原支店
- 二ヶ領せせらぎ館

### 宗教施設
- 新明国上教本部
- 常照寺 (川崎市)  - 真言宗豊山派の寺院。紙本墨画着色松寿弁才天図（川崎市重要歴史記念物）を所蔵。
- 長福寺 (川崎市)
- 龍安寺 (川崎市)
- 船島稲荷社  - わらぐつに関する風習が残り、「くつ稲荷」とも呼ばれる[6]。
- 松寿弁財天 - 多摩川の洪水で流された宿河原村の人々が綱下げ松から下がった白い反物（白蛇の化身）を掴んで崖を登り助かったという災害伝承が残る。

### 教育施設

神奈川県立多摩高等学校

- 神奈川県立多摩高等学校
- 川崎市立稲田中学校
- 川崎市立稲田小学校
- 川崎市立宿河原小学校

### その他
- 徒然草第百十五段石碑[29]

## その他

### 日本郵便
- 郵便番号 : 214-0021[3]（集配局 : 登戸郵便局[30]）

### 警察
町内の警察の管轄区域は以下の通りである。
| 丁目        | 番・番地等             | 警察署     | 交番・駐在所       |
| ----------- | ---------------------- | ---------- | ------------------ |
| 宿河原1丁目 | 全域                   | 多摩警察署 | 登戸駅前交番       |
| 宿河原2丁目 | 16～22、29～34、44～51 | 多摩警察署 | 向ヶ丘遊園駅前交番 |
| 宿河原2丁目 | 1～15、22～28、35～43  | 多摩警察署 | 宿河原交番         |
| 宿河原3丁目 | 全域                   | 多摩警察署 | 宿河原交番         |
| 宿河原4丁目 | 全域                   | 多摩警察署 | 宿河原交番         |
| 宿河原5丁目 | 全域                   | 多摩警察署 | 宿河原交番         |
| 宿河原6丁目 | 全域                   | 多摩警察署 | 堰交番             |
| 宿河原7丁目 | 全域                   | 多摩警察署 | 堰交番             |